# National Socialist Black Metal
National Socialist Black Metal (Nationalsozialistischer Black Metal), abgekürzt NSBM, ist eine Bezeichnung für neonazistische Strömungen innerhalb der Black-Metal-Subkultur.

## Definition
Innerhalb der Black-Metal-Subkultur herrschen Kontroversen, inwiefern eine Band zum NSBM gezählt wird oder nicht. Als Kriterium für eine Einstufung als NSBM gilt landläufig die Erfüllung folgender Kategorien:
- Die Musiker vertreten eine nationalsozialistische Gesinnung und verarbeiten diese Ideologie oder Aspekte derselben in ihrem Auftreten oder den Texten.
- Die Musik sollte sich in Instrumentalisierung, Spielform und Gesangstechnik am Black Metal orientieren.

In der Zeitschrift Der rechte Rand wird die Darstellung der Black-Metal-Szene folgendermaßen beschrieben:

„Die von der Szene selbst geschaffene Bezeichnung NSBM findet in der Regel Anwendung bei Bands, die eindeutige neo-nationalsozialistische Texte haben, in ihrer Symbolik und/oder im Layout ihrer Tonträger auf die Bildsprache des Nationalsozialismus zurückgreifen und/oder sich in Interviews eindeutig als Neonazis positionieren. Die Eigenzuschreibung aus der Szene und eine Fremdzuschreibung können jedoch variieren.“

Auch bestehen neben überzeugt nationalsozialistischen Bands solche, die weniger den Nationalsozialismus als vielmehr das Dritte Reich ausschließlich als brutales Geschichtsereignis verherrlichen, entweder aus einer misanthropischen Position heraus oder aus einer ablehnenden Haltung gegenüber dem sowohl bei konventionellen als auch rechtsextremen Szeneangehörigen verhassten Christentum, das aus dem Judentum hervorging, welches die Nationalsozialisten im Holocaust zu vernichten suchten.
Es existieren auch Bands, welche mit NS-Symbolik provozieren, dies nach eigener Aussage aber ohne politischen Hintergrund betreiben. Kritiker unterstellen jenen Bands allerdings die Absicht, sich in einer Grauzone aufzuhalten. Ein Beispiel hierfür ist die Band Taake, deren Sänger Ulvhedin Hoest am 20. März 2007 im Essener Club Turock mit einem auf die Brust gemalten Hakenkreuz auftrat. Im Nachhinein jedoch beteuerte der Sänger, dass Taake keine Band mit nationalsozialistischem Gedankengut sei, sondern das Konzept der Band auf Provokation aufbaue, beschimpfte den Besitzer des Turock jedoch in derselben Stellungnahme als „Untermenschen“, der „einem Muslim einen blasen gehen“ könne.
Die Berichterstattung über die Szene benutzt bisweilen eine erweiterte Definition des Begriffes unter Einschluss von rechtsextrem oder rassistisch eingestellten Gruppen, die sich im Umfeld der Szene bewegen. Des Weiteren werden oft auch heidnische Bands der Pagan-Metal-Szene dem NSBM zugeordnet. Mitunter benutzen Gruppen im Umfeld des NSBM Chiffren und mehrdeutige Texte, die eine strafrechtliche Relevanz umgehen. Zur Beurteilung wird daher auf die Beachtung des Gesamtkontextes verwiesen.

## Gedankengut
Das Gedankengut stellt eine Vermischung von im Black Metal geläufigen ideologischen Ansätzen in einer rechtsextremen Auslegung dar. Allerdings ist die ideologische Grundlage des NSBM meist der Neopaganismus in einer neonazistischen, rassistischen und antisemitischen Auslegung und Deutung, während sich der traditionelle Black Metal über den Satanismus definiert. Im Gegensatz zum Rechtsrock sind wirklich politische Inhalte bei Vertretern des NSBM allerdings selten anzutreffen. Anstatt aktueller politischer Aspekte finden sich in den Texten meistens eher Bezüge auf die Blut-und-Boden-Ideologie, Ahnenverehrung oder eine Vermischung von heidnischen und nationalsozialistischen Elementen. Oftmals wird hierbei das Dritte Reich in einen heidnischen oder okkulten/satanischen Kontext gerückt.
Johannes Baldauf schreibt über NSBM in einer Broschüre der Amadeu Antonio Stiftung über rechtsextreme Umtriebe in sozialen Netzwerken: „Die NS-Zeit wird okkult-esoterisch verklärt. Nordische Mythologie und Blut-und-Boden-Ideologie spielen eine wichtige Rolle und werden zu einem Konstrukt der ‚arischen Vorherrschaft‘ zusammengefügt. Die Attribute dieser Philosophie sind Stärke und Härte, der oder das Schwache gilt als minderwertig. […] Die anti-kirchliche, anti-christliche Haltung bestimmter Metal-Subkulturen wird übernommen. Gleichzeitig werden Elemente aus dem Germanischen Neuheidentum (Asatru) entlehnt und zu einer rechtsextremen Ideologie der starken Germanen bzw. Arier, denen die Herrschaft über die Christen und alle anderen Menschen zusteht, vermengt.“
Hendrik Möbus von der Band Absurd beispielsweise bezeichnete den Nationalsozialismus als „die vollkommendste (und einzig realistische!) Synthese aus satanischem/luziferischen Willen zur Macht, dem elitären Sozialdarwinismus verbunden mit arisch-germanischem Heidentum“. In der Szene bezieht man sich hierbei u. a. auf die Symbolik des Nationalsozialismus und die Verbindungen zwischen NSDAP und Thule-Gesellschaft. Dass das Christentum das Judentum bereits zu Zeiten des Heiligen Römischen Reiches bekämpfte und der Nationalsozialismus auch Unterstützung von kirchlicher Seite (etwa durch die Deutschen Christen) erfuhr, wird dabei allerdings ausgeblendet oder sogar geleugnet; Hjarulv Henker von Der Stürmer beispielsweise behauptete:

“I don’t think that a dogma like christianity has a place in Aryandom. There is no way to make christianity fit into the Weltanschauung of the Aryan Overman. Christianity teaches humbleness, the loss of National and Racial identity, and equality, things alien to our cosmotheory. You cannot combine jesus with characters who represent Aryan ethics. The term “Aryan Christianity” is oxymoron, it is like trying to mix marxism with NS. The outcome will be something completely alien and it will prove dangerous in the future. One is either Aryan or christian. On the other hand, why should one blend christianity with Aryan ethos and ideals instead of reawakening the Ancient Archetypes in their original, pure form? Christianity is christianity and it is jewish by its very birth and conception, a vehicle in the jewish world domination and designed as such.”

„Ich denke nicht, dass ein Dogma wie das Christentum einen Platz im Ariertum hat. Es gibt keinen Weg, das Christentum in die Weltanschauung des arischen Übermenschen einzufügen. Das Christentum lehrt Bescheidenheit, den Verlust nationaler und rassischer Identität, sowie Gleichwertigkeit, Dinge die unserer Theorie des Kosmos fremd sind. Man kann Jesus nicht mit Charakteren vereinen, welche die arische Ethik repräsentieren. Die Bezeichnung ‚arisches Christentum‘ ist ein Widerspruch in sich, es ist, als versuche man, Marxismus und Nationalsozialismus zu mischen. Das Ergebnis wird etwas vollkommen fremdartiges sein und es wird sich in der Zukunft als gefährlich erweisen. Man ist entweder Arier oder Christ. Warum sollte man andererseits Christlichkeit mit arischem Ethos und Idealen vermengen, anstatt die alten Archetypen in ihrer ursprünglichen, reinen Form wiederzuerwecken? Christentum ist Christentum und es ist von Herkunft und Begrifflichkeit her jüdisch, ein Vehikel der jüdischen Weltherrschaft und als solches konzipiert.“

Essentielle Grundlage der Ideologie sind das Neuheidentum meist in Form des Ásatrú oder Wotanismus/Odinismus (mitunter auch aus der slawischen oder keltischen Mythologie basierend) sowie verschiedene okkultistische und esoterische Konzepte in einer neonazistischen, rassistischen und insbesondere antisemitischen Auslegung und Deutung. Die Arier (von arya, Vedisch die Edlen) stammen demnach von den (nordischen) Göttern (Asen) ab und sollen allen anderen Menschenarten daher überlegen sein. Ein Beispiel für die Vermischung heidnischen und nationalsozialistischen Gedankengutes stellt das Absurd-Album Asgardsrei dar, laut dem Booklet der Begriff Asgardsrei ein göttliches, germanisches Kriegertum, welches sich während des Mittelalters und der Neuzeit Europas vor allem in den Tempelrittern, den deutschen Ordensrittern und der Waffen-SS gezeigt haben soll, bezeichnet. Eine Verbindung dieser Elemente findet sich auch bei Varg Vikernes von der Band Burzum, der Adolf Hitler ebenfalls als einen der Krieger der Asgardsrei bezeichnete. Eine Vermischung esoterischer und nationalsozialistischer Elemente findet sich beispielsweise bei der Band Der Stürmer, die von einem „esoterischen Hitlerismus“ spricht, der an die Schriften von Savitri Devi und Julius Evola angelehnt sei.
Als vermeintlicher Beweis dieser Überlegenheit dient neben der Berufung auf eine behauptete germanische Hochkultur, die jedoch geschichtswissenschaftlich nicht belegt ist, sowie auf die Kulturen der alten Griechen und Römer die Behauptung, dass auch alle anderen Hochkulturen wie die der Sumerer und alten Perser von „Ariern“ begründet worden sein sollen oder zumindest alles Herausragende von diesen übernommen worden sei. Ursachen für den Niedergang solcher alten Hochkulturen seien „Rassenmischung“ und „Entartung“ gewesen. Es gelte daher, an die „uralten Werte“ und Höhepunkte der „arischen Geschichte“ anzuknüpfen – zu denen ganz besonders das Dritte Reich zähle. Diese Darstellung ähnelt inhaltlich einigen Äußerungen aus dem Kapitel Volk und Rasse in Adolf Hitlers Mein Kampf.
Das Christentum, auch abfällig „Judäo-Christentum“ genannt, wird als „artfremd“ bezeichnet und diene dazu, die „Arier“ durch die Verdrängung ihres „Artglaubens“ und ihrer „ursprünglichen“ Kultur zu schwächen und dadurch leichter knechten zu können.
Im Gegensatz zu den der Moderne und dem Fortschritt kritisch gegenüberstehen heidnischen Bands vertreten andere Bands, darunter Ad Hominem aus Frankreich, Ideologien, welche sich am Faschismus und Futurismus orientieren. Die Mitglieder der Schweizer Band Menegroth berufen sich unter anderem auf Filippo Tommaso Marinetti und propagieren die Verschmelzung von Mensch und Maschine zu einem religiös verehrten Übermenschen, teilweise sind die Texte der Band vermengt mit Verschwörungstheorien über den Reichsflugscheiben-Mythos.
Ein Teil der NSBM-Szene hängt neben dem Wotanismus einer eigenen Auslegung des Satanismus an, in der Satan als „ur-arische“ Gegenmacht zum „Judengötzen Jehovah“, dem jüdisch-christlichen Gott, betrachtet wird. Genau wie JHWH der Stammvater der Juden sei, sei Satan der Stammvater – oder zumindest Erschaffer – der Arier. Diese Auslegung wird oft als „völkischer Satanismus“ oder „arischer Satanismus“ bezeichnet; Chraesvelgoron von der Band The True Frost beispielsweise bezeichnete die „weiße Rasse“ im Szene-Almanach von 1998 als „Satans Rasse“. Teils werden die sich bei der SS und in den Verbindungen zwischen NSDAP und Thule-Gesellschaft aufzeigenden okkulten Einflüsse als charakteristisch für das Dritte Reich angesehen und dieses somit in einen okkulten oder satanischen Kontext gerückt; laut Chraesvelgoron war der Nationalsozialismus „ein vielversprechender Versuch […], den Satanismus auf eine kollektive Größe zu beziehen. Mit anderen Worten: Der NS ist die politische Erscheinungsform des Satanismus, er ist die kollektive Vergöttlichung des Menschen als ein soziales Tier – ‚Göttlichkeit statt Menschlichkeit‘“. Sein Bandkollege Sadorass bezeichnet diese Ideologie als „eine konsequente Weiterentwicklung von ›Blut und Boden‹ (völkischer Weg), diversen okkulten Lehren und den Ideen von Nietzsche in Verbindung mit Darwinschen Evolutionslehren“.
Viele heidnische und NSBM-Bands betrachten den Satanismus allerdings als Teil des verhassten Christen- oder Judentums, lehnen ihn als Grundlage des Black Metal ab, bemühen sich um eine Paganisierung der Szene und bekämpfen nicht-heidnische Bands. Für Capricornus (Capricornus, Thor’s Hammer, Ex-Graveland, Ex-Infernum) ist Satan „jüdischer Scheiß“. Umgekehrt verachtet der Kern der Black-Metal-Szene heidnische Bands und rechnet sie dem Black Metal aufgrund des fehlenden Bezuges zum Satanismus nicht zu.
Während Slawen nach der NS-Rassenlehre als „Untermenschen“ und Franzosen als „Erbfeinde“ galten, ist die NSBM-Szene seit ihren Anfängen international ausgerichtet; das musikalisch eher von Oi! und RAC beeinflusste Demo Thuringian Pagan Madness der deutschen Band Absurd erschien auf dem polnischen Label Capricornus Prod., und König Asura von der ebenfalls deutschen Band Morke schrieb den Text des Liedes Kein Entkommen für die französische Band Osculum Infame und erschien mit seiner Band auf einer Split-MC mit der ebenfalls französischen Band Kristallnacht. Diese der White-Power-Ideologie entsprechende Kooperation gewinnt auch innerhalb der sonstigen Neonaziszene – vor allem der Musikszene – immer größere Bedeutung gegenüber der NS-Rassenlehre und hat jene sogar schon überwiegend abgelöst. Der NSBM ist dieser Bewegung zuzuordnen, da in ihm beispielsweise von Anfang an deutsche und polnische Aktivisten eng zusammengearbeitet haben. Der Widerspruch zur Rassenlehre des Nationalsozialismus wird von slawischen NSBM-Anhängern „ausgeblendet, relativiert oder als historischer Irrtum entschuldigt. Dass nur die Juden eine Koalition Polens oder anderer osteuropäischer Staaten mit Nazi-Deutschland verhindert hätten, ist eine der gängigsten Verschwörungstheorien“. Knjaz Varggoth, Sänger und Gitarrist der ukrainischen Band Nokturnal Mortum, liefert für diesen Widerspruch folgende Erklärung:

„Ich musste zwangsläufig feststellen, dass es sein Fehler war, der die Schwäche des weißen Mannes gegenüber der jüdischen Oligarchie offenbarte. Eine Vereinigung, der sich bekämpfenden Parteien unter dem Banner der Sonne, hätte zu einem Sieg unserer Rasse geführt. Wäre Hitler mit uns auf offenem Felde konfrontiert gewesen, hätte er, so denke ich, seinen Fehler erkannt. Aber die jüdische Provokation hatte die zwei arischen Völker schon gegeneinander aufgebracht und eine entsprechende politische Situation vor und während des Krieges geschaffen. Die Meinung Hitlers, dass Slawen keine Arier seien, ist völlig falsch. Heutzutage ist es bewiesen, dass Slawen fast die direktesten Nachfahren der großen uralten Arier sind.“

Goruths von der Band Temnozor, bei der Varggoth ebenfalls mitwirkte, betrachtet „die Slawen neben den Germanen und Kelten als Teil einer ‚monolithischen arischen Rasse‘, deren heutigen Unterschiede aus der ‚Degeneration‘ der ‚uralten hyperboreischen Superrasse des arischen Übermensch‘ [sic!] resultieren“. Para Bellum (Ex-Draugwath, Blackdeath) bezeichnet den Krieg gegen Russland als Hitlers einzigen Fehler: „Russland und Deutschland hätten in diesem Krieg zusammen gegen die Juden und Amerika kämpfen können.“
Die NSBM-Ideologen beziehen sich beispielsweise auf den bekannten Schweizer Psychoanalytiker Carl Gustav Jung, den der SS angehörigen Esoteriker Karl Maria Wiligut, auch „Weisthor“ genannt, und die französisch-griechische Philosophin Savitri Devi, die sich auch nach 1945 deutlich zum Nationalsozialismus bekannte. So interpretiert Hendrik Möbus die Kirchenbrände in Norwegen als „kulturellen Atavismus“ und als „plötzlichen und unerklärlichen Rückfall in vorchristliche, mittelalterliche Zustände“. Seiner Meinung nach hätte Jung dies als Wiederauftreten alter Archetypen erklärt; diese seien im Kollektiven Unbewussten noch immer vorhanden und hätten von den norwegischen Black Metallern Besitz ergriffen, die sich „in einem archaischen Geisteszustand und wie einer Massenhysterie“ wiedergefunden und diesen Zustand auch bei anderen herbeigeführt hätten. Später hätten diese die Bedeutung dieser Emotionen erkannt, sich mit dem Heidentum zu identifizieren begonnen und nationalistischer Politik, die das heidnische Erbe erhalten und kultivieren sollte, zugewandt. Der NSBM sei die „logische Schlussfolgerung“ der Bewegung.
Ein Teil der Szene sieht den Nationalsozialismus als die einzige zum Black Metal passende Ideologie an. Athalwolf, der an mehreren griechischen Bands, Labels, Fanzines und Mailordern beteiligt ist, wirft unpolitischen „Bands und Fans vor, nicht ‚echt‘ zu sein. Ihr vermeintlich böses Auftreten würde den Bezug auf den Nationalsozialismus aus Sorge um ihr Image aussparen. […] Diese »politisch korrekten [und] süß aussehenden« Bands sind ‚Idole für die Schwachen‘ und stehen im krassen Gegensatz zum ‚echten‘ NS-Underground, wie Athalwolf erklärt“. Carl Warslaughter von Bestial Mockery und der inzwischen aufgelösten NSBM-Band Sons of Satan äußerte, „[j]eder, der Black Metal von ganzem Herzen verehrt, sollte zumindest das Großartige am Faschismus erkennen“.

„Es gibt eine starke Verbindung zwischen Black Metal und Nationalsozialismus. Weißer Black Metal ist ein musikalischer Atavismus, der Nationalsozialismus ist ideologischer und religiöser Art. Black Metal entstammt unserem völkischen Unbewusstem, genau wie der Nationalsozialismus. […] Die allernatürlichste Ideologie für den Black Metal ist der Nationalsozialismus, und es gibt nur eine Zukunft für den Black Metal: die Synthese der Musik und der Ideologie voranzutreiben.“

Viele NSBM-Befürworter akzeptieren diese Vermischung allerdings nur, wenn sie ihrem Verständnis des Black Metal entspricht. Laurent Franchet von der Band Kristallnacht äußerte, Black Metal sei „keine exklusive NS-Musik: Der NS passt zur Weltanschauung des Black Metal, aber das ist nicht das einzige: Satanismus, Heidentum, Nihilismus kann durch den Black Metal verbreitet werden. Elitismus und Antisemitismus (oder Anti-Judeochristentum, wenn das einer bevorzugen sollte) sind meiner Ansicht nach die Basis der ideologischen Seite des Black Metal.“

## Organisation und Entwicklung
Oft als neue Erscheinung des Rechtsrock bezeichnet, fußt NSBM auf wesentlich komplexeren Wurzeln. Eine gänzlich falsche Aussage wäre es, zu behaupten, dass es sich bei NSBM um eine Art neuen Trend des Black Metal handelt, da neonazistische und antisemitische Gruppierungen in dieser Subkultur schon seit Beginn der zweiten Welle in den frühen 1990ern vorhanden waren und auf derartige Tendenzen auch zum Zweck der Provokation zurückgegriffen wurde. Die Black-Metal-Szene ist allerdings sehr facettenreich und der Großteil der Mitglieder als eher unpolitisch einzustufen.
Als einer der Wegbereiter der neonazistischen Tendenzen im Black Metal gilt allgemein Varg Vikernes, einziges Mitglied der Band Burzum, der laut einem Interview mit Blood & Honour „bereits um 1992 mit dem neonazistischen Magazin Gjallarhorn der Organisation Norges Nasjonalsocialistiske Bevegelse (NNSB) bzw. seinerzeit noch Zorn 88 in Berührung kam“; nachdem er im Gjallarhorn erwähnt worden war, wurde dort 1993 ein Brief von ihm publiziert, in dem er zu einigen Punkten Stellung bezog und erklärte, offen für einen Dialog mit zu sein. Er soll sich noch vor seiner Inhaftierung wegen mehrerer Brandstiftungen und des Mordes an Øystein „Euronymous“ Aarseth dem Weißen Arischen Widerstand angeschlossen haben. Wenngleich seine Texte keine solchen Aussagen aufweisen und seine Musik daher im Allgemeinen nicht als NSBM eingeordnet wird, stellen seine Bücher doch eine geistige Grundlage in dieser Subszene dar. Auch der Musikstil von Burzum, wie zahlreiche Coverversionen belegen, hatte einen großen Einfluss auf die NSBM-Szene, deren Vertreter ab der Mitte der 1990er Jahre auszumachen sind.
Ab 1993/1994 waren die ersten eindeutig nationalsozialistischen Bands auszumachen. Die polnische Szene spielte dabei eine Vorreiterrolle, so erschienen von der Band Lord of Evil (1995 in WAR 88 umbenannt, siehe Symbole und Zeichen, die von Rechtsextremen benutzt werden) ab 1992 mehrere Demos, darunter Satanic War Master (Der Führer) und Satan’s Soldiers, letzteres zeigt ein Hakenkreuz und eine Algiz-Rune auf dem Cover. 1994 erschien Infernums Debüt …Taur-Nu-Fuin…, 1995 folgte das Fullmoon-Demo United Aryan Evil. Weitere frühe NSBM-Veröffentlichungen sind unter anderem Legion of Dooms Debütalbum Kingdom of Endless Darkness (Griechenland), und Spear of Longinus’ Demo Nazi Occult Metal (Australien), die Band Absurd outete sich 1995 mit der Veröffentlichung von Thuringian Pagan Madness als rechtsradikal. In Frankreich wurde die Band Funeral gegründet, die US-amerikanische Band Grand Belial’s Key nahm ab Mocking the Philanthropist 1997 vulgär-antisemitische Inhalte auf. Angehörige dieser Strömung erklären ihr Entstehen als Reaktion auf den Niedergang der Ideale des Black Metal der frühen 1990er oder als logische Konklusion der damaligen Zeit.
Nach V. Santura von der deutschen Band Dark Fortress „war das Phänomen NSBM 1997 noch kein wirkliches Thema“, sodass ihre Split-Veröffentlichung mit der NSBM-Band Barad Dûr unbeabsichtigt gewesen sei. Hendrik Möbus von Absurd festigte nach seiner Entlassung aus dem Gefängnis 1998 seine Kontakte in der Black-Metal- wie der rechtsextremen Szene. Er gründete die Deutsche Heidnische Front, einen Ableger der auf Varg Vikernes zurückgehenden Allgermanischen Heidnischen Front, und führte mit seinem Bruder Ronald das 1994 gegründete Label Darker Than Black Records und die Band Absurd weiter. Auf einem Konzert seiner Band in Behringen, das er mit seinem Bruder organisiert hatte, beschäftigte er Hammerskins als Sicherheitspersonal, zeigte auf der Bühne den Hitlergruß und rief „Sieg Heil!“. Der Sachbuchautor Klaus Farin sieht darin einen Versuch, die Black-Metal-Szene zu politisieren; diese Synthese von Black Metal und Nationalsozialismus bezeichnete die Band im Booklet zur Kompilation The Night and the Fog. A Tribute to the National Socialist Black Metal Underground als die einzige Zukunft des Black Metal. Nach eigenen Angaben gehört Hendrik Möbus „zu den Schöpfern“ des NSBM-Begriffs, der erstmals auf diesem Tonträgern Verwendung gefunden habe. Es sei dabei ursprünglich „nicht in erster Linie um Politik“, sondern um eine Immunisierung gegen die „Vereinnahmung des Black Metal durch Mainstream und Musikindustrie“ nach dem Ende des „Generalboykotts“ durch Musikindustrie und -presse gegangen.
Geographische Schwerpunkte der NSBM-Szene sind unter anderem Russland, Polen (wo sich NSBM- und der rechtsextremistische Teil der Skinhead-Szene vermischen), Griechenland und Frankreich sowie Deutschland, insbesondere Thüringen, Sachsen, Brandenburg und Schleswig-Holstein. Viele Bands sowie einige Plattenfirmen und Fanzines aus dem NSBM-Umfeld sind in der internationalen Organisation Pagan Front vereinigt.
Bizarrerweise existieren auch NSBM-Gruppen, deren Mitglieder keine europäische Abstammung haben. So existiert in Mexiko um das Label O.N.S.P. eine Szene, welche nationalsozialistische Weltanschauung mit aztekischer Symbolik und Mystik vermengt und sich somit sowohl auf das Dritte Reich als auch auf die indianische Kultur Mittelamerikas bezieht. Das Foto der Band Nican Tlaca zeigt eine dunkle Gestalt in traditioneller indigener Kleidung und Hakenkreuzbemalung. Die Musik dieser Gruppen besteht aus Black Metal, der mit Elementen prähispanischer Folkmusik erweitert wurde, die zugehörigen Texte sind überwiegend auf Spanisch und Nahuatl verfasst. Daneben finden sich in Malaysia Bands mit Nazi-Ästhetik.
Die NSBM-Szene verfügt über enge Kontakte und zum Teil auch personelle Überschneidungen mit den international agierenden, rassistischen Skinhead-Organisationen Blood & Honour und Hammerskin Nation. Insbesondere in Deutschland gibt es auch teilweise Überschneidungen zwischen Rechtsrockgruppen und NSBM-Bands. Beispiele sind hier Magog (Exmitglieder von 14 Nothelfer und Kraftschlag), Totenburg (deren Sänger auch bei der Rechtsrock-Band Eugenik und als politischer Aktivist tätig ist) und Halgadom (Frank Krämer von Stahlgewitter).
Dementsprechend kommt es auch vor, dass einige NSBM-Bands Rechtsrock-Bands covern; auf dem Album Pestpogrom der Band Totenburg beispielsweise findet sich als Hidden Track eine textlich abgeänderte Landser-Coverversion.
In letzter Zeit ist ein so deutliches Wachstum der NSBM-Szene zu beobachten, dass diese andererseits auch immer häufiger von antifaschistischen und politisch linken Organisation erkannt, angeprangert und bekämpft wird. Über Artikel auf den Plattformen wie Turn it down! oder die schon länger bestehende Kampagne Rock gegen Rechts, aber auch verschiedene linke Periodika wird versucht Aufklärung zu leisten. Diese finden jedoch in der Black-Metal-Szene selbst wenig Anklang, was zum einen an übertrieben empfundenen Vorwürfen gegen Bands wie beispielsweise Impaled Nazarene und teilweise schlecht recherchierten Artikeln liegt, zum anderen aber auch am unpolitischen Image der übrigen Szene kratzt. „Völkischer Pagan Metal und neonazistisches Auftreten“ sind laut den Autoren Christian Dornbusch und Hans-Peter Killguss „der Trend in der Black-Metal-Szene und dabei, sich auch im ‚Mainstream‘ der Metal-Szene auszubreiten“. Diese Entwicklung wird auch von einigen Bands, die die Ansichten von NSBM-Bands teilen oder zumindest nicht ablehnen, als „Trend“ angesehen und deshalb oder wegen der Vermischung des Black Metal mit politischen Ansichten bzw. dessen Nutzung als Propagandainstrument, wie sie beispielsweise die griechische Band Der Stürmer praktiziert, abgelehnt. Die Band Darkened Nocturn Slaughtercult beispielsweise äußerte, dass sie bestimmte Ansichten „so genannter NSBM-Bands“ teile, etwa Vorstellungen von einer „perfekten, weißen Welt“, und dass schwarz und weiß nicht gleich seien, sie diesen „Missbrauch“ allerdings nie mitmachen würde; „Politik im BM“ sei „[g]enauso unangebracht wie Black Metal Konzerte im Tageslicht“. Umgekehrt betrachtet der Religionshistoriker Mattias Gardell NSBM als eine Minderheit im Black Metal.

## Stellung im Rechtsextremismus
Die rechtsextreme Szene befürwortet die Zusammenarbeit mit der Black-Metal-Szene nicht durchgehend: Während einige die textlichen Inhalte und Ideale befürworten, sehen andere Black Metal als Teil einer „Sex,-Drugs-&-Rock-’n’-Roll“-Kultur bzw. als entartete Musik an oder lehnen die Szene aufgrund der äußerlichen Erscheinung ihrer Mitglieder ab: „Bis heute passen manchem Neonazi die Langhaarigen nicht in ihr Weltbild, suspekt sind ihnen vor allem eben diese langen Haare, die sie mit den verhassten Hippies, Ökos und ‚Zecken‘ verbinden.“

„Die ›Black-Metal-Musik‹ ist abstoßend und beleidigend für jedes deutsche Ohr. Was man da an Mauschel- und Urwaldtönen hört, ist das Wunschkonzert der Black-Metal-Fanatiker. Black Metal und seine menschenverachtende Ideologie basiert grundsätzlich auf die völlige Verneinung jeglichen Lebens und hat nichts, aber auch gar nichts, mit dem Heidentum zu tun! Darum ist es wichtig, jeden Satanskult, der sich mit heidnischen Idealen umgibt, abzulehnen und zu bekämpfen. […] Eine Daseinsberechtigung darf die ›Black-Metal-Szene‹ in der nationalen Bewegung nicht haben, denn sie ist letztendlich ein Feind, dem [sic] es zu vernichten gilt!“

Nach Recherchen des Magazins Belltower.News rekrutieren die rechtsextreme Bürgermiliz Regiment Asow und die dieser beigeordnete Misanthropic Division, welche in der Ostukraine gegen russische Truppen kämpfen, Mitglieder aus der internationalen NSBM-Szene. Als Verbindungspersonen gelten neben Hendrik Möbus Alexey Levkin, Sänger der Band M8l8th und Veranstalter des Asgardsrei Festivals, sowie Famine, Sänger der französischen Black-Metal-Band Peste Noire. Weitere Verbindungen gebe es zur Identitären Bewegung sowie zu der rechtsextremen Partei Der III. Weg.

## Stellung im Black Metal
Viele Black Metaller lehnen nationalsozialistische Ansichten sowie den nationalsozialistischen Einfluss auf den Black Metal ab. Gründe dafür können neben der Ablehnung der „Herdenmentalität“, die den Anhängern faschistischer oder allgemein totalitärer bzw. die eigene Individualität einschränkender Ansichten zugeschrieben wird, auch die heidnischen Wurzeln der meisten NSBM-Bands oder die Unvereinbarkeit der NS-Ideologie mit dem Black Metal und seinen eigenen, misanthropischen, lebensverneinenden und satanischen Anschauungen sein.

„Wo macht es Sinn, wenn so ein Kleinkind behauptet, ein totaler Menschenhasser zu sein und dabei noch so passenderweise sozialistische, lebensbejahende Ideen propagiert?“

NSBM-Künstler bilden laut Mattias Gardell eine Minderheit im Black Metal. Ihre Ideologie wird von zahlreichen Black-Metal-Musikern wie King ov Hell, Tormentor, Infernus (alle Gorgoroth bzw. Ex-Gorgoroth) und Jon Nödtveidt (Dissection) abgelehnt.
Während Teile der Szene neonazistische Bands und ihre Labels boykottieren, ziehen andere eine Trennlinie zwischen der Musik und den Botschaften und Musikern oder leugnen den ideologischen Kontext bzw. die Gesinnung der Musiker. Sie achten nicht auf rassistische Einstellungen, nach dem Credo: „Nur die Musik zählt“. Das Ausklammern der inakzeptablen Aspekte der Musik führt jedoch auch zu scharfer Kritik, da nach Meinung der Kritiker besonders im Black Metal Botschaft und Musik eine Einheit bilden würden; man würde den NSBM passiv unterstützen. Die großen Printmedien im Bereich des Black Metal tendieren zum Ignorieren von Tonträgern einschlägiger Bands.
Das Buch Unheilige Allianzen löste in diesem Bereich eine kurz hochkochende Debatte auf, während der die Zeitschrift Legacy davon Abstand nahm, einzelne Werbungen diverser umstrittener Labels, wie beispielsweise No Colours Records, anzunehmen. Eine weitere Debatte fand auf den Leserbriefseiten des Metal-Magazins Rock Hard nach einem Artikel von Wolf-Rüdiger Mühlmann statt.
Es existiert auch eine internationale Gegenbewegung dezidiert antifaschistischer Black-Metal-Gruppen, die zum Teil unter der Genrebezeichnung Red and Anarchist Black Metal (RABM) zusammengefasst werden. Neben nicht eindeutig zuzuordnenden Bandnamen tragen die Musikgruppen zum Teil Anspielungen auf ihre politische Ausrichtung, beispielsweise Volkstod oder Dolchstoß.

### Deutsch
- Christian Dornbusch, Hans-Peter Killguss: Unheilige Allianzen. Black Metal zwischen Satanismus, Heidentum und Neonazismus. Unrast Verlag, Münster 2005, ISBN 3-89771-817-0.
- Johannes Lohmann, Hans Wanders: Evolas Jünger und Odins Krieger – Extrem rechte Ideologien in der Dark-Wave- und Black-Metal-Szene. In: Christian Dornbusch, Jan Raabe (Hrsg.): RechtsRock – Bestandsaufnahme und Gegenstrategien. Unrast Verlag, Hamburg/Münster 2002, ISBN 3-89771-808-1, S. 287–311.
- Michael Moynihan, Didrik Søderlind: Lords of Chaos. Satanischer Metal: Der blutige Aufstieg aus dem Untergrund. 6. Auflage. ProMedia, Zeltingen-Rachtig 2005, ISBN 3-936878-00-5 (englisch: Lords of Chaos: The Bloody Rise of the Satanic Metal Underground.).

### Englisch
- Michael Moynihan, Didrik Søderlind: Lords of Chaos: The Bloody Rise of the Satanic Metal Underground. Feral House Books, Los Angeles 1998, ISBN 0-922915-48-2.
- Nicholas Goodrick-Clarke: White Noise and black Metal. In: Nicholas Goodrick-Clarke (Hrsg.): Black Sun: Aryan Cults, Esoteric Nazism and the Politics of Identity. New York University Press, New York City 2002, ISBN 0-8147-3124-4, S. 193–213.
- Mattias Gardell: Hail Loki! Hail Satan! Hail Hitler! Darkside Asatrú, Satanism and Occult National Socialism. In: Mattias Gardell (Hrsg.): Gods of the Blood: The Pagan Revival and White Separatism. Duke University Press, 2003, ISBN 0-8223-3071-7, S. 284–324.

### Andere Sprachen
- Davide Maspero, Max Ribaric: Come lupi tra le pecore. Storia e ideologia del black metal nazionalsocialista. Nuova Edizione Rivista e Ampliata. 2. Auflage. Tsunami Edizioni, Mailand 2024, ISBN 978-88-948598-1-2 (italienisch).